# Prix Ulysse
Il prix Ulysse è un premio letterario istituito nel 2001 e conferito ogni anno nel mese di ottobre a Bastia, nell'ambito del festival Arte Mare.
Sono assegnati due premi: uno per l'opera prima di ambientazione mediterranea; il secondo, a partire dal 2004, a un autore distintosi per la propria opera complessiva.
La giuria è stata presieduta fra il 2004 e il 2011 da Jean-Noël Schifano, che ha passato poi il testimone a François-Michel Durazzo. La giuria si compone di lettori, docenti, bibliotecari e protagonisti della vita culturale corsa. Il premio è sponsorizzato da Ferrovie della Corsica.
Tra gli italiani insigniti del premio figurano Giorgio Vasta, Erri De Luca e Alessandro Baricco.

## Elenco dei premiati

### Prix Ulysse per l'opera prima
- 2001: May Telmissany, Doniazade (Actes Sud)
- 2002: Maurizo Braucci, La Mer détraquée (Métailié)
- 2003: Alassane Fingerweig, La boucherie est une science exacte e Mathias Énard La perfezione del tiro (menzione speciale)
- 2004: François Gantheret, Les Corps perdus (Gallimard)
- 2005: François Garcia, Jours de marché (Liana Levi)
- 2006: Nicolas Texier, L'Acteur
- 2007: Carole Martinez, Il cuore cucito
- 2008: Guillaume de Sardes, Giovanni Pico
- 2009: Najat el Hachmi, Le Dernier Patriarche
- 2010: Sacha Ramos, Le Complot des apparences
- 2011: Giorgio Vasta, Il tempo materiale
- 2012: Anne-Marie Cambon, Une destination légèrement incertaine
- 2013: Ivana Bodrožić, Hotel Tito
- 2014: Georgia Makhlouf, Les Absents
- 2015: Jesús Carrasco, Intemperie
- 2016: Pierre-Joseph Ferrali, Aussi longtemps que l'herbe poussera
- 2017:  Lætitia Colombani, La treccia
- 2018: Lise Marzouk, Si[4]
- 2019: Isabelle Mayault, Une longue nuit mexicaine
- 2020:  Maylis Besserie, Le Tiers Temps[5][6]
- 2021: Émilienne Malfatto, Que sur toi se lamente le Tigre[7]
- 2022: Sylvia Cagninacci, Des îles et des chiens e Julie Ruocco, Furies
- 2023: Bernardo Zannoni, I miei stupidi intenti[8]

### Prix Ulysse per l'opera complessiva
- 2004: Jorge Semprún
- 2005: Daniel Pennac
- 2006: Tahar Ben Jelloun
- 2007: Jean d'Ormesson
- 2008: Amos Oz
- 2009: Jean-Claude Carrière
- 2010: Patrick Poivre d'Arvor
- 2011: Pierre Assouline
- 2012: Javier Cercas
- 2013: Erri de Luca
- 2014: Patrick Deville
- 2015: Alessandro Baricco
- 2016: Jaume Cabré
- 2017: Jean Echenoz ed Enrique Vila-Matas
- 2018: Marie NDiaye
- 2019: Jean-Noël Pancrazi et Jean-Marie Blas de Roblès
- 2020: Mathias Énard[7]
- 2021: Rosa Montero[7][9]
- 2022: Dany Laferrière
- 2023: Miquel de Palol[8]